# Pháo đầu mã đội
Pháo đầu mã đội là một thế trận trong cờ tướng, trong thế trận này người chơi sẽ vào pháo đầu, sau đó di chuyển quân Mã lên vị trí phía trên quân pháo tạo thành thế Mã đội và pháo đầu ở phía sau.

## Đặc điểm
Đây là thế trận có tính chất tấn công trung lộ mạnh mẽ, được những người có lối chơi tấn công ưa thích sử dụng, thế trận này thường sẽ kèm theo cấp tấn trung binh, có nghĩa là tiến quân Tốt trung lộ 2 lần mục đích thứ nhất để làm rối loạn hệ thống phòng thủ trung lộ của đối phương và mục đích thứ hai để mở đường cho Mã nhảy lên tấn công. Thế pháo đầu mã đội là thế đánh đặc trưng của Khai cuộc pháo đầu.